# Guthy-Renker
Guthy-Renker ist ein weltweit agierendes Direktmarketing-Unternehmen mit einem Umsatz von über 1,5 Milliarden US-Dollar. Guthy-Renker ist auf den direkten Vertrieb von Kosmetik- und Fitnessprodukten über die Vertriebswege Fernsehen und Internet spezialisiert. In Europa ist Guthy-Renker mit einer Niederlassung in London vertreten.

## Geschichte
Guthy-Renker wurde 1988 mit Hauptsitz in Santa Monica und Palm Desert (Kalifornien, Vereinigte Staaten) von den Namensgebern Bill Guthy und Greg Renker gegründet. Auf dem deutschen Markt ist Guthy-Renker seit 2003 vertreten. Die ersten Produkte von Guthy-Renker umfassten Selbsthilfe- und Motivationskurse. Die Gründer kauften die Rechte für das Selbsthilfebuch Think and Grow Rich, von dem beide große Fans waren, für $100.000 und strahlten im Jahr 1988 ihre erste Dauerwerbesendung zum Verkauf dieser Buchreihe aus. Durch die Dauerwerbesendungen führte der frühere Football Quarterback Fran Tarkenton. Guthy-Renker erzielte mit diesen Sendungen einen Umsatz von $ 10 Mio.
Ein weiteres von Guthy-Renker früh vermarktetes Produkt war die Buchreihe „Personal Power“ über Motivationsvorträge von Tony Robbins.
Das Unternehmen startete 1991 mit dem Verkauf von Kosmetik- und Hautpflegeprodukten in den USA. Nachdem eine Marktforschung ergab, dass 70 % der Guthy-Renker Zuschauer weiblich waren, führte das Unternehmen die Kosmetiklinie „Principal Secret“ von Victoria Principal ein. In den 1990ern begann Guthy-Renker mit der Vermarktung von Haushaltswaren, dem Zahnbleichmittel „Perfect Smile“ und Fitnessprodukten wie „Fitness Flyer“, „Perfect Abs“ und „Perfect Buns and Thights“. Bis zum Jahr 1996 waren 40 Prozent der Unternehmensumsätze auf die Fitnessprodukte zurückzuführen.

## Produkte
Zur direkten Produktvermarktung an den Kunden setzt Guthy-Renker Dauerwerbesendungen, TV-Werbespots, Direktwerbung und das Internet ein. Die Dauerwerbesendungen nehmen über $1 Mio. der Produktionskosten ein und werden meist durch bekannte Prominente unterstützt. Bis zum Jahr 2010 umfasste das Produktportfolio von Guthy-Renker bereits über 15 verschiedene Produkte. Das erfolgreichste Produkt von Guthy-Renker ist Proactiv, eine Hautpflegelinie zur Bekämpfung unreiner Haut. Etwa die Hälfte der Umsätze werden durch Proactiv erzielt (Stand: 2005).
Neben Proactiv vertreibt das Unternehmen aber auch die Marken Sheer Cover Studio Mineral Make-up, Meaningful Beauty Anti-Aging Hautpflege und WEN Haarpflege.

## Guthy-Renker Deutschland
Guthy-Renker Deutschland hat seinen Sitz in Wiesbaden und ist für Deutschland, Österreich und die Schweiz zuständig. Das Unternehmen wurde hierzulande 2003 als GmbH gegründet. Die Gesellschaft beschäftigte 2012 durchschnittlich 29 Mitarbeiter.